# Beaumont-les-Nonains
Beaumont-les-Nonains è un comune francese di 357 abitanti situato nel dipartimento dell'Oise della regione dell'Alta Francia.

## Società

### Evoluzione demografica
Abitanti censiti